# 9-я Красноармейская улица
9-я Красноарме́йская улица — улица в Адмиралтейском районе Санкт-Петербурга. Проходит от Измайловского до Лермонтовского проспекта.

## История названия
С середины XVIII века известно название улицы как 9-я Рота. Параллельно существовали названия 9-я Измайловская улица, 9-я Рота Измайловского полка.
Современное название 9-я Красноармейская улица присвоено 6 октября 1923 года в честь Красной Армии с целью утверждения советской терминологии и в противовес прежнему названию.

## История
Улица возникла в середине XVIII века, как улица для расположения 9-й роты Измайловского лейб-гвардии полка.

«…велено на полки Гвардии, вместо казарм, построить слободы… со всяким поспешением в нынешнем 1740 году… Измайловскому назначили… строить за Фонтанкою, позади обывательских домов, зачав строить от самой проспективой, которая лежит Сарскому Селу (теперь Московский проспект) на правую сторону вниз по оной речке»— «О строении слобод для Измайловского полка», Указ императрицы Анны Иоановны от 2 мая 1740 года

## Достопримечательности
- Д. № 7А — особняк Н. П. Камарина, 1916 г., инж. п.с. М. М. Приоров[2].  7831085000
- Д. № 10 — Католический монастырь Святого Антония Чудотворца[3].
- Д. № 13 — доходный дом М. Ф. Фёдорова, 1911 г., гражд. инж. Л. В. Котов, арх. В. И. Яковлев[2].  7831086000
- Д. № 15 — дом 1899 года постройки, архитектор М. А. Андреев. В этом здании в 1901—1907 годы жил шахматист М. И. Чигорин.  781710856680006